# دراق مجعد
الدراق المجعد (الاسم العلمي: Rhodotus palmatus)، هو نوع أحادي الطراز من الفطر يتبع رتبة الغاريقونيات. وهو من أنواع الفطر له شكل مميز. واسمه الشائع مشتق من لونه الزهري ومن قشرة الرأس التي تتجعد عندما تجف. وتميزه ليس فقط في الشكل، بل بكثير من خصائصه. مما دعا العلماء لتصنيف هذا الفطر ضمن صنف منفصل. يوشك هذا الفطر على الانقراض في أغلب دول أوروبا بسبب تلوث البيئة.